# Тихонов Сергій Андріанович
Тихонов Сергій Андріанович (нар. 13 квітня 1961, м. Київ) — український політик. З березня 1998 по квітень 2002 — Народний депутат України 3-го скликання, обраний від ПСПУ.

## Біографія
Народився 13 квітня 1961 року у місті Києві. Українець.

## Освіта
Закінчив Київський інститут народного господарства  в1982 році, «Економіка і планування матеріально-технічного постачання».

## Кр`єра
- 1982 року - інженер Київського ВО ім. Артема.
- 1982 - 1984 рр. - служба в армії.
- 1984 - 1993 рр. - інженер, начальник бюро, начальник відділу Київського ВО ім. Артема.
- З 1994 року - генеральний директор ЗАТ "Інвестиційно-фінансова компанія «Авіста».

Народний депутат України 3-го скликання з березня 1998 року від ПСПУ, № 9 в списку. На час виборів -  генеральний директор ЗАТ "Інвестиційно-фінансова компанія «Авіста» (м. Київ). 
Член фракції ПСПУ травень 1998 року - грудень 1999 року , позафракційний  22 – 23 грудня 1999 року.
Член групи «Трудова Україна» грудень 1999 року - січень 2000 року, позафракційний січень - лютий 2000 року.
Член групи «Відродження регіонів» лютий 2000 року - березень 2001 року.
Член групи «Регіони України» березень - листопад 2001 року.
Член фракції «Регіони України» з листопада 2001 року.
Член Комітету з питань бюджету липень 1998 року -  жовтень 2000 року.
Член Комітету з питань промислової політики і підприємництва з жовтня 2000 року.
Квітень 2002 року - кандидат в народні депутати України від блоку «За єдину Україну!», № 89 в списку. На час виборів - народний депутат України. Член Партії регіонів.